# Juegos Bolivarianos de 2009
Los Juegos Bolivarianos de 2009 se desarrolló en la Ciudad de Sucre, Bolivia.

## Designación de la sede
El 11 de agosto de 2005 se realizó la designación en Pereira, Colombia, durante la reunión de la Odebo. Sucre se presentaba por tercera vez a la justa y ahora será sede de la cita deportiva. 
Sucre fue elegida sede de los Juegos Bolivarianos del 2009, año de su bicentenario de revolución pero no de fundación, consiguiendo de esta manera un propósito largamente añorado y que permitirá impulsar deportiva y socialmente a la ciudad.
A la hora de la elección final entre las candidatas Sucre, de Bolivia, e Ibarra, de Ecuador, pesaron los antecedentes de las anteriores dos elecciones en las que el Comité Olímpico Boliviano (COB) postuló a esta ciudad.

## Preparativos

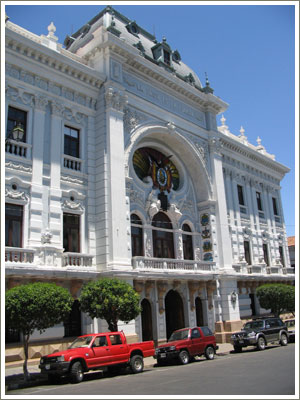
Sucre, Bolivia.

La ciudad de Sucre, capital constitucional de Bolivia, fue la sede de los juegos deportivos Bolivarianos del 2009. El presupuesto para el mejoramiento y construcción de nuevas instalaciones deportivas fue de 18 millones de dólares.
Entre las obras de infraestructura que se desarrollaron en la ciudad de Sucre para los Juegos Bolivarianos destacan dos: un coliseo polideportivo con capacidad para 11.000 personas, y la tercera fase de ampliación del estadio Patria.

## Problemas de organización y designación de subsedes
A través de diversos medios de comunicación, se había especulado que Sucre quizá no terminaría a tiempo las obras, aunque fue desmentido por la ODEBO y el COB.
Como un hecho inédito, los XVI Juegos Bolivarianos del 2009 se programaron en tres países diferentes: Sucre (Bolivia), como sede principal y como subsedes: Cuenca, Salinas (Ecuador) y Lima (Perú), donde se desarrollaron actividades de Judo. Tras más de siete horas de análisis y modificaciones a los estatutos de la Organización Deportiva Bolivariana, se concretó una reforma que permitía la designación de ciudades subsedes fuera del país anfitrión del evento.

### Inconformismo del Comité Olímpico Colombiano
Baltazar Medina, presidente del Comité Olímpico Colombiano, mostró su descontento con la actual organización de los Juegos Bolivarianos que se llevaron a cabo en Sucre, Bolivia, y había dejado entrever que de no haber un cambio en la estructura de dichas justas, Colombia plantaría una posición radical con respecto a futuras participaciones. Medina hizo especial énfasis en que se evite el retiro de las disciplinas, para evitar una lucha desleal en el medallero, toda vez que, por ejemplo, la delegación Colombiana se había visto perjudicada actualmente luego de que Venezuela decidiera no participar en deportes en los que Colombia es el claro favorito para ganar.

## Lugares

### Bolivia
- Sucre, recibió a los siguientes concursos: atletismo ( Estadio Olímpico Patria ), baloncesto (Polideportivo Garcilazo), voleibol de playa (Polideportivo Garcilazo), billar (Salón Club de la Unión), el boxeo (Coliseo Universitario), carreras de BMX ( Pista de Bicicrós del Complejo Deportivo Garcilazo), bicicleta de montaña (Circuito donwhill Sagrado Corazón de Jesús), buceo (piscina de la zona de El Rollo), † esgrima (Complejo Polideportivo Patria), fútbol ( Estadio Patria ), fútbol sala (Complejo Deportivo Garcilazo ), gimnasia artística (Coliseo "Max Toledo"), gimnasia rítmica (Poligimnasio Max Toledo), karate (Estadio Edgar Cojintos), racquetball (Complejo Polideportivo Patria), el rodillo de patinaje de velocidad por carretera, † rodillo de patinaje de velocidad de pista, † natación (piscina de la zona de El Rollo), tenis de mesa (Coliseo Jorge Revilla), taekwondo (Coliseo de Combates Poligimnasio Max Toledo), tenis (Complejo Deportivo La Madona), voleibol (Coliseo Jorge Revilla Aldana), polo acuático (piscina de la zona de El Rollo), † levantamiento de pesas (Coliseo Universitario), lucha (Coliseo Cerrado "Edgar Cojinto")

†: Evento previsto inicialmente, pero cancelada a corto plazo.
- Cochabamba: béisbol (Estadio de Laguna Alalay), ciclismo en pista (Velódromo "Mariscal Santa Cruz"), ciclismo de ruta, equitación (Country Club Cochabamba)

- Santa Cruz: bolos (Bolera: Cosmic Bowling), tiro (Polígono de Villa Victoria "Abraham Telchi")

- Tarija: piragüismo (el embalse de San Jacinto), triatlón (Represa de San Jacinto)

### Ecuador
- Guayaquil: softball (Estadio Liga del Sur), esquí acuático (Samborondón Mocoli Island) †

†: Evento previsto inicialmente, pero cancelada a corto plazo.
- Quito: de tiro con arco (Estadio de la Universidad Politécnica), squash (Concentración Deportiva de Pichinca)

- Salinas: vela (Salinas Yacht Club), el surf

## Desarrollo
Los juegos Bolivarianos empezaron anticipadamente con Halterofilia debido a que se realizará un mundial de este deporte en las fechas de los juegos. Se desarrollaron del 30 de octubre al 1 de noviembre. Colombia, potencia sudamericana, arrasó fácilmente en este deporte colocando en la punta de la tabla de medallas. Sin embargo Venezuela demostró durante el resto de la justa, que sigue siendo la potencia deportiva de la región al obtener un récord de 205 medallas doradas (65) más que su más cercano competidor y obteniendo el título de los juegos por 13.ª vez consecutiva.

## Deportes
La siguiente es la lista de las disciplinas deportivas que se disputaron durante los juegos:
| - Atletismo - Tiro con arco - Baloncesto - Béisbol - Billar - Bowling - Boxeo - Canotaje - Ciclismo - Equitación | - Esgrima - Esquí acuático - Fútbol (detalles) - Futsal - Gimnasia - Judo - Karate - Halterofilia - Lucha - Natación (detalles) | - Clavados - Racquetball - Sóftbol - Squash - Taekwondo - Tenis - Tenis de mesa - Triatlón - Vela - Voleibol (detalles) |

## Medallero
- Actualizado el 24 de noviembre de 2017 a las 11:20-GMT.[4]

| Núm. | País            | Oro | Plata | Bronce | Total |        |
| ---- | --------------- | --- | ----- | ------ | ----- | ------ |
| 1    | Venezuela (VEN) | 200 | 168   | 108    | 476   | 33,65% |
| 2    | Colombia (COL)  | 143 | 131   | 86     | 360   | 25,58% |
| 3    | Ecuador (ECU)   | 48  | 80    | 144    | 272   | 19,45% |
| 4    | Perú (PER)      | 36  | 39    | 81     | 156   | 10,16% |
| 5    | Bolivia (BOL)   | 19  | 25    | 87     | 131   | 9,29%  |
| 6    | Panamá (PAN)    | 2   | 2     | 7      | 11    | 1,87%  |